# Sinsŏngch’ŏn (stacja kolejowa)
Sinsŏngch’ŏn (kor. 신성천역, Sinsŏngch’ŏn-yŏk, pol. Nowy Sŏngch’ŏn) – stacja kolejowa w centralnej części Korei Północnej, stanowiąca część dwóch linii kolejowych: najdłuższej w kraju, 819-kilometrowej linii P’yŏngna, łączącej Pjongjang oraz specjalną strefę ekonomiczną Rasŏn, a także 189-kilometrowej linii P’yŏngdŏk, łączącej stolicę KRLD i powiat Kujang (prowincja P’yŏngan Północny). Stacja znajduje się w administracyjnych granicach powiatu Sŏngch’ŏn (prowincja P’yŏngan Południowy).